# Liostylus stricticollis
Liostylus stricticollis là một loài bọ cánh cứng trong họ Cleridae. Loài này được Fairmaire miêu tả khoa học năm 1886.